# 刘礼刘
刘礼刘（?—?），东汉公主，第一任皇帝光武帝刘秀的女儿。
建武十七年（41年），父亲刘秀册封她为淯阳公主。刘礼刘嫁给阳安侯长乐少府郭璜。郭璜坐与窦宪谋反被诛杀。